# Dani de la Orden
Dani de la Orden   (Barcelona, 2 de juny de 1989) és un director de cinema català.

## Filmografia
- 2024: Casa en flames, director[2]
- 2022: 42 segons, director
- 2021: Mamá o papá, director
- 2020: Hasta que la boda nos separe, director
- 2019: Litus, director
- 2018: El mejor verano de mi vida, director i guionista
- 2016: El pregó, director
- 2015: Barcelona, nit d'hivern, director
- 2014: Desmuntant Leonardo, director
- 2013: Nadador (curtmetratge), director
- 2013: Barcelona, nit d'estiu, director
- 2011: Colom i la Casa Reial Catalana, director i guionista
- 2007: Americae, director i guionista

## Premis i nominacions

### Premis Gaudí
| Any  | Categoria                    | Pel·lícula              | Resultat |
| ---- | ---------------------------- | ----------------------- | -------- |
| 2014 | Millor pel·lícula            | Barcelona, nit d'estiu  | Nominat  |
| 2016 | Millor pel·lícula            | Barcelona, nit d'hivern | Nominat  |
| 2016 | Millor direcció              | Barcelona, nit d'hivern | Nominat  |
| 2023 | Millor pel·lícula documental | Oswald, el falsificador | Nominat  |
| 2025 | Millor pel·lícula            | Casa en flames          | Nominat  |
| 2025 | Millor direcció              | Casa en flames          | Nominat  |

### Premis Goya
| Any  | Categoria                    | Pel·lícula              | Resultat |
| ---- | ---------------------------- | ----------------------- | -------- |
| 2023 | Millor pel·lícula documental | Oswald, el falsificador | Nominat  |
| 2025 | Millor pel·lícula            | Casa en flames          | Nominat  |